# Рождество (група)
„Рождество“ е музикална група от град Москва, официално създадена в дните 6 и 7 януари 2008 г. от вокалиста Генадий Селезньов.
Музикалната формация „Рождество“ започва сформирането си през 2007 г., със записа на албума Один из Вас, издаден едва през 2011 г. През същата година излиза новия им диск Светлый Ангел. Третият албум се казва Под коя звезда..., следват А я верю, Быть или не быть, и Ещё один день. Обикновено групата пее около петдесет песни, но най-обичана и популярна е смятаната за своеобразна „витзитна картичка“ на групата песента Так хочется жить.

## Състав на групата
| Настоящи членове                                                             | Настоящи членове |
| ---------------------------------------------------------------------------- | ---------------- |
| Генадий Селезнев – вокал, акустична китара, композитор и автор на текстовете |                  |
| Андрей Насиров – бас китара                                                  |                  |
| Виктор Бояринцев – китара, саксофон                                          |                  |
| Дмитрий Алехин – електрически акордеон                                       |                  |
| Сергей Калинин – барабани                                                    |                  |
| Бивши членове                                                                |                  |
| Андрей Отряскин                                                              |                  |
| Вячеслав Литвяков                                                            |                  |
| Сергей Захаров                                                               |                  |
| Олег Кобзев                                                                  |                  |
| Павел Войсков                                                                |                  |
| Людмила Наумова                                                              |                  |

## Награди
- „Маэстро Шансона“ (2011); [4]
- „Шансон на годината“ за песента Так хочется жить (2013). [5][6]
- Участва като гост на гала-концерта по награждаването на лауреатите на конкурса „Шансон на годината“ за 2020 и 2021 г. на 5 юни 2021 в Крокус Сити Хол.[7]

## Избрана дискография
| Русская душа                            |
| А я верю                                |
| Быть или не быть                        |
| Светлый Ангел                           |
| Один из Вас                             |
| Русская Душа                            |
| Живой концерт                           |
| Скрипач                                 |
| С новым годом                           |
| Изморозь души                           |
| Птичка                                  |
| Романтика Шансона                       |
| Rozhdestvo                              |
| Русский шансон на любимой волне         |
| zaytsev.net                             |
| Music                                   |
| Новогодний шансон                       |
| 23 февраля: За мужчин!                  |
| Убойный хит 2                           |
| Не живите с нелюбимыми                  |
| Золотая Сотка Шансона                   |
| Мятежная Душа                           |
| Весна радио Шансон 2015                 |
| Навстречу Солнцу                        |
| Слышишь, музыка льется                  |
| Эхх разгуляй. Группа Рождество и друзья |